# Grammaire néerlandaise
La grammaire néerlandaise est l'étude systématique des éléments constitutifs du néerlandais.

## Morphologie

### Le déterminant
Le déterminant est un mot qui précède un nom et qui permet à ce nom d’être utilisé dans une  phrase.

### L'article

#### Français
| Article  | Singulier défini | Pluriel défini | Singulier indéfini | Pluriel indéfini |
| Masculin | le (livre)       | les (livres)   | un (livre)         | des (livres)     |
| Féminin  | la (chambre)     | les (chambres) | une (chambre)      | des (chambres)   |

#### Néerlandais
| Article          | Singulier défini | Pluriel défini | Singulier indéfini | Pluriel indéfini |
| Masculin/Féminin | de (kast)        | de (kasten)    | een (kast)         | — (kasten)       |
| Neutre           | het (schaap)     | de (schapen)   | een (schaap)       | — (schapen)      |

#### Hetoude?
La distinction fondamentale n'est pas tant la distinction de trois genres masculin, féminin et neutre, mais celle des de-woorden et des het-woorden.
La distinction masculin/féminin existe surtout dans la langue écrite.
Les de-woorden correspondent au genre masculin/féminin, tandis que les het-woorden visent le genre neutre.
Cette distinction fondamentale entraîne notamment une différence dans l'accord de l'adjectif par exemple.
En principe, un mot n'a qu'un déterminant (soit het, soit de) ; il existe par ailleurs quelques exceptions :
- les mots qui peuvent s'utiliser avec het et de et qui ne changent pas de sens ;
- les mots qui s'utilisent avec het et de mais qui changent de sens.

Pour les mots composés, c'est le dernier élément du mot composé qui détermine le genre.
Par exemple : het krantenartikel (de krant, het artikel)
Voici des règles générales sur les noms prenant l'article de :
- Les noms de fruits, d'arbres et de plantes : beuk, roos, struik, banaan ;
  - sauf : het witlof, het fruit
- Les noms de rivières, fleuves et de montagnes : Rijn, Mont Blanc ;
- Les noms de chiffres et de lettres : zes, z ;
- Les noms de sentiments (de liefde)
- La plupart des noms qui désignent des personnes : agent, bankier, chauffeuse ;
  - mais attention : het Kamerlid et het afdelingshoofd.
- Les noms de personnes (de vrouw)
  - mais : het kind, het meisje, het mens (sens : femme)
- Tous les noms au pluriel (de tafels)

Les noms avec les terminaisons suivantes prennent également la plupart du temps de :
- -heid, -nis: beleefdheid, begrafenis ;
- -de, -te: aarde, schaamte ;
  - mais associé à ge- deviennent neutres : het gebergte ;
- -ij, -erij, -arij, -enij, -ernij: partij, boerderij, huichelarij, artsenij, lekkernij ;
  - mais : het schilderij ;
- -ing, -st (derrière le radical d'un verbe) : verzekering, komst ;
- -ie, -tie, -sie, -logie, -sofie, -agogie: premie, ambitie, conclusie, analogie, filosofie, pedagogie ;
- -iek, -ica: fabriek, mechanica ;
  - mais : het antiek, het elastiek et het publiek sont neutres ;

- Certains mots prennent aussi bien de que het : diptiek, koliek, mozaïek, portiek, reliek, triptiek ;
- -theek, -teit, -iteit: discotheek, majesteit, universiteit ;
- -tuur, -suur: cultuur, dressuur ;
  - mais : het avontuur, het barbituur, het fornituur, het postuur, het bestuur, het creatuur, het stuur et de/het montuur ;
- -ade, -ide, -ode, -ude: salade, astroïde, barcode, fraude ;
  - mais : les noms indénombrables de matière en -ide sont neutres, par exemple kaliumjodide et oxideperoxide ;
- -ine, -se, -age : lawine, hypothese, chantage ;
  - mais : het percentage, het promillage et de ou het personage, voltage, vitrage, booschage, corsage ;
- -sis, -tis, -xis: scepsis, hepatitis, syntaxis 
  - mais : het chassis.
- -schap : de wetenschap
  - mais : het moederschap, het vaderschap, het ouderschap

En principe, les het-woorden sont plus rares que les de-woorden (80 % des mots ont comme déterminant défini de). On utilise het principalement :
- pour les diminutifs (-je, -tje). Par exemple het straatje (la petite rue)
- pour les noms de couleurs (het blauw)
- pour les noms de langues (het Frans)
- pour les noms de villes, de pays, de provinces, de contrées accompagnés d'une qualification (het oude Brussel)
- pour les points cardinaux (het noorden, het zuiden, het oosten, het westen)
- pour les noms de métaux ou de matière (het goud : l'or)
- pour la plupart des sports et jeux (het voetbal)
- avec certains suffixes : -isme, -asme, -gram, -ment, -sel, -um (mais attention de datum, de petroleum), -zicht, -tuig, -dom (désignant un groupe/territoire), d'origine étrangère en -aal, -eel
- les substantifs de deux syllabes commençant par GE-, BE-, ONT-, VER-  sont neutres. Par exemple :  het ontbijt (le petit-déjeuner), het verbruik (la consommation)
- les substantifs renvoyant à un 'collectif' et formé au moyen des préfixes et suffixes GE-…-TE. Par exemple : het gebergte (chaîne de montagne)
- les adjectifs, verbes et pronoms utilisés comme substantifs (tijdens het lesgeven : les geven donner cours)
- guillermo

#### L'article indéfini:een/'n
Le néerlandais n'a pas d'article indéfini pluriel qui correspond à « des » ou « de » en français, ni d'article partitif :
- « Y a-t-il des questions ? » :  « Zijn er vragen ? »
- La négation « pas de », « aucun(e) » est geen : « Er zijn geen vragen ».

#### Omission de l'article définideouhet
1. Il n'y a pas d'article défini devant les noms indiquant une profession, un titre ou un degré de parenté.
Exemple : Le professeur Tournesol → Professor Zonnebloem.
2. Il n'y a pas d'article devant les noms de pays.
Exemple : « La Belgique est un petit pays. » → België is een klein land.
Exception (au pluriel) : « Les Ardennes sont une belle région. » → De Ardennen zijn een mooie streek.
3. Il n'y a pas d'article devant les noms de langue sauf après une préposition.
« Parlez-vous allemand ? Comment dit-on cela en allemand ? » : « Spreekt u Duits?  Hoe zegt men dat in het Duits? ».

#### Utilisation de l'article défini
Lorsqu'un nom propre est suivi d'un titre, on emploie le numéral ordinal (voir plus loin) précédé de l'article défini.
par exemple : Léopold II : Léopold De Tweede ou encore Hendrik de Derde ou Lodewijk de Veertiende.

#### Article indéfini (catégoriel) pour exprimer un sens général
Dans certains cas, l'article indéfini est utilisé pour référer à un élément de toute une catégorie. Ex. : Un accident n'arrive jamais seul. Een ongeluk komt zelden alleen.
Toutefois, cette possibilité existe aussi au pluriel en néerlandais : ongelukken komen zelden alleen. Il n'y a pas de différences de sens entre ces phrases au pluriel et leurs correspondants au singulier.
Il faut comparer le sens catégoriel (1), le sens indéfini (2) et le sens indéfini mais individualisé (3). Trois exemples :
1. Een kind heeft het recht te spelen/ Kinderen hebben het recht te spelen.
2. Ik heb drie keer een kind zien vallen : sens indéfini – il s'agit de trois enfants différents. Au pluriel, la phrase prend un tout autre sens : Ik heb drie keer kinderen zien vallen. On affirme ici qu'on a vu trois fois quelque chose et ici on a vu tomber un enfant (singulier) ou tomber des enfants (au pluriel).
3. Ik heb een kind drie keer zien vallen  – een kind est toujours indéfini mais ici c'est trois fois le même enfant qui est tombé. Voici un autre exemple pour différencier le « simple » indéfini (A) de l'indéfini individualisé (B) : Een universiteit is een bevoorrechte instelling. (A) Universiteiten zijn bevoorrechte instellingen.

#### L'article défini exprimant un sens générique
L'article défini peut aussi exprimer un sens générique. Dans l'état actuel des recherches, il reste difficile de préciser dans quel cas le sens générique et catégoriel se recoupent. On ne peut utiliser un article générique que si ce que l'on dit de (ce que l'on applique à) toute la catégorie est applicable à chaque individu. Mais les différences sont subtiles.

### Le possessif

#### Formes toniques et atones
| Sujet  | tonique   | atone    |  |
| ------ | --------- | -------- |  |
| ik     | mijn      | m'n      |  |
| je     | jouw      | je       |  |
| u      | uw        | uw       |  |
| hij    | zijn      | z'n      |  |
| ze     | haar      | d'r      |  |
| we     | ons/onze  | ons/onze |  |
| jullie | jullie/je | jullie   |  |
| ze     | hun       | hun/d'r  |  |

Dat is mijn fiets hier. Heb je je boek gelezen? = « C'est mon vélo à moi » ; « As-tu lu ton livre ? »
Les formes toniques sont souvent utilisées quand on les contraste avec d'autres éléments.

#### Ons&Onze
La première personne du pluriel du déterminant possessif est ons/onze.
- Ons s'utilise avec tous les HET-woorden (les noms neutres singuliers) : ons kind (het kind), ons bureau, etc.
- Onze s'utilise avec tous les DE-woorden : onze kinderen, onze bureau…

#### m'n&z'n
On retrouve ces abréviations lorsqu'on veut reproduire ou suggérer la forme parlée.
Quand ces formes sont marquées, elles se prononcent de façon accentuée : dat is mijn boek (c'est mon livre !)

#### je,jouw&jou
Jou « toi » est un pronom personnel et jouw « ton, ta, tes » un déterminant possessif :
- Ik heb de hele tijd aan jou gedacht. = « J'ai tout le temps pensé à toi. »
- ik heb jouw zus gezien. = « J'ai vu ta sœur. »

#### met z'n…
Il existe certaines expressions qui utilisent cette forme de contraction.
Dans les expressions « à deux, à trois, à dix », on emploie généralement met z'n + le nombre + -en. Le locuteur peut toutefois aussi spécifier s'il s'inclut dans le groupe (met ons…).
Un exemple : Ze moesten met z'n tienen voortspelen. = « Ils ont dû continuer à jouer à dix. »

#### Un déterminant possessif
1. Quand on s'adresse à un membre de sa famille ou à un militaire (dag, oom/ begrepen kapitein)
2. Dans une série d'expressions
3. Quand le déterminant possessif (en français), l'adverbe pronominal (en néerlandais) est dans une relation d'objet.

Exemple : de verbetering van Jan → ZIJN verbetering is uitstekend (sa correction) ; de verbetering van de fouten → de verbetering ERVAN (leur)

#### Un déterminant possessif en néerlandais mais pas en français
Le néerlandais réclame l'emploi de déterminants possessifs alors que le français utilise une construction avec un verbe réfléchi dans les expressions (littérales) impliquant une partie du corps. Exemple : « Elle s'est cassé le bras. » → Ze heeft haar arm gebroken.
Certaines expressions sont cependant parallèles à celles utilisées en français. Exemple : « Tout est dans la tête mon gars. » → Het zit allemaal in het koppie, man! Il s'agit principalement (mais pas exclusivement) d'expressions métaphoriques où les parties du corps sont prises au sens figuré.
Dans des expressions telles que : 
- Op z'n laatst/op z'n vroegst morgen. = « Au plus tard, au plus tôt demain. »
- Dat is op z'n minst overdreven. = « Cela est pour le moins exagéré. »
- Ze spreekt op z'n Amsterdams. = « Elle parle comme (on le fait) à Amsterdam. »
- Een typische oplossing op z'n Belgisch. = « Une solution typique à la belge. »

#### Les pronoms possessifs
Sur base des déterminants possessifs accentués, on peut former les pronoms possessifs. Ils sont utilisés pour éviter la répétition d'un substantif précédé d'un déterminant possessif.
Dat is jouw/mijn/ pen (horloge) en dat is de (het) mijne/jouwe/zijne/hare/onze/hunne.
Dans la langue parlée, on trouvera plutôt les expressions : die/dat van mij (jou, hen).
Avec jullie, la seule forme possible est die/dat van jullie.
donc : dat is jouw kopje niet, het is dat van hem… dat is jouw werk niet, het is dat van haar… dat zijn onze jassen niet, het zijn die van jullie.

### Le démonstratif

#### Dit-dat,deze-die

##### Déterminants et pronoms
Les mêmes formes peuvent être à la fois déterminants et pronoms :
- Ken je die jongen/dat meisje?  = « Connais-tu ce garçon/cette fille ? »
- Ik vind deze schoenen beter dan die.  = « Je trouve ces souliers-ci mieux que ceux-là. »

##### Emploi
|                                                         | Proximal (exprime quelque chose de proche) | Distal (exprime quelque chose d'éloigné) |
| Le nom ou l'antécédent est féminin, masculin ou pluriel | Deze                                       | Die                                      |
| Le nom ou l'antécédent est neutre singulier             | Dit                                        | Dat                                      |

### Le numéral

#### Les nombres cardinaux
| 0 - nul           |                    |                    |                |                         |
| 1 - één           | 2 - twee           | 3 - drie           | 4 - vier       | 5 - vijf                |
| 6 - zes           | 7 - zeven          | 8 - acht           | 9 - negen      | 10 - tien               |
| 11 - elf          | 12 - twaalf        | 13 - dertien       | 14 - veertien  | 15 - vijftien           |
| 16 - zestien      | 17 - zeventien     | 18 - achttien      | 19 - negentien | 20 - twintig            |
| 21 - éénentwintig | 22 - tweeëntwintig | 23 - drieëntwintig | …              | …                       |
| 30 - dertig       | 40 - veertig       | 50 - vijftig       | 60 - zestig    | 70 - zeventig           |
| 80 - tachtig      | 90 - negentig      | 100 - honderd      | 1000 - duizend | 1 000 000 - een miljoen |

On écrit één avec les deux accents aigus quand il y a risque de confusion avec l'article indéfini ; ils sont homophones mais pas homographes.

## Noms

### Pluriel
De manière générale, les mots au pluriel prennent -en à la fin, ou seulement -n s'ils finissent déjà par -e.
On ajoute -s si le mot finit par -el, -em, -er, -aar, -en, -je, -ie. Mais : forel devient forellen et toestel devient toestellen.
On ajoute -'s si le mot termine par -a, -o, -i, -u et -y
Pour les mots qui terminent par -heid, on remplace la terminaison par -heden
Exceptions : 
- de stad : de steden
- het schip : de schepen
- het kind : de kinderen
- het ei : de eieren
- het lied : de liederen

### Les diminutifs
1. La petite chaise (adjectif) = de kleine stoel
2. La petite chaise (diminutif) = het stoeltje

- [Diminutif] = [Nom] + -(t)je

- Quelques mots sont toujours un diminutif :

La fille = het meisje

- Les diminutifs sont toujours neutre :

La carte (f) = de kaart (f)
La petite carte (f) = het kaartje (n)
- Quelques diminutifs reçoivent une lettre supplémentaire :

Le drapeau = de vlag, le petit drapeau = het vlaggetje
Le collier = de ketting, le petit collier = het kettinkje
La voiture = de auto, la voiturette = het autootje
L'arbre = de boom, l'arbrisseau = het boompje

## Le pronom

### Pronom personnel
Pour une personne
|           |                       | sujet                                | sujet         | complément                               | complément     |
|           |                       | tonique                              | atone         | tonique                                  | atone          |
| --------- | --------------------- | ------------------------------------ | ------------- | ---------------------------------------- | -------------- |
| singulier | 1re personne          | ik                                   | ('k)          | mij                                      | me             |
| singulier | 2P (courant)          | jij                                  | je            | jou                                      | je             |
| singulier | 2P (soutenu, sg./pl.) | u                                    | -             | u                                        | -              |
| singulier | 2P (belge, sg./pl.)   | gij                                  | ge            | u                                        | -              |
| singulier | 3P                    | hij « il » zij « elle » het (neutre) | (-ie) ze ('t) | hem « lui, l', le » haar « la, lui » het | ('m) ('r) ('t) |
| pluriel   | 1P                    | wij                                  | we            | ons                                      | -              |
| pluriel   | 2P neutre             | jullie                               | -             | jullie                                   | -              |
| pluriel   | 3P                    | zij                                  | ze            | hen « les, eux », hun (COI + prép.)      | ze             |

Pour une chose
| Sujet                                   | Complément |
| --------------------------------------- | ---------- |
| au singulier et de genre neutre (het)   | het        |
| au singulier et de genre masculin (hij) | hem        |
| au singulier et de genre féminin (ze)   | ze         |
| au pluriel (die)                        | die        |

### Pronom réfléchi
Leurs formes sont les mêmes que celles des pronoms personnels compléments sauf aux 2e (formes polies) et 3e personnes pour lesquelles zich est utilisé.
ex. :
| Personne   | Verbe  | Pronom                 |
| ---------- | ------ | ---------------------- |
| Ik         | was    | me                     |
| Je/u       | wast   | je/u (zich)            |
| Hij/ze/het | wast   | zich                   |
| We         | wassen | ons                    |
| Jullie/u   | wassen | je (jullie) / u (zich) |
| Ze         | wassen | zich                   |

Remarque : Le pronom « zich » peut être précédé d’une préposition. Exemple: Hij heeft geen geld bij zich. (Il n'a pas d'argent sur lui.)

### Pronom réciproque
Le pronom réciproque « elkaar » traduit le français « se », « nous », « vous » (= l’un l’autre)
ex. : Ze ontmoeten elkaar om drie uur. (Ils se rencontrent à trois heures.)
Remarque : Comme le pronom « zich », « elkaar » peut être précédé d’une préposition.

### Pronoms possessifs
Le pronom prend un e :
- Dat is mijn boek. Het is het Mijne.
- Dat is jouw zus. Het is de Jouwe.
- Dat is uw zus. Het is de Uwe.
- Dat is haar auto. Het is de Hare.
- Dat is zijn auto. Het is de Zijne.
- Dat is onze vriend. Het is de Onze.
- Dat is jullie speelgoed. Het is Dat van Jullie (nom neutre).
- Dat is jullie auto. Het is Die van Jullie (nom masculin, féminin, pluriel).
- Dat is hun moeder. Het is de Hunne / Het is die van Hen.

### Pronom interrogatif
- Wie ? : Qui ?
- Hoe ? : Comment ?
- Wat ? : Que / Qu'est-ce que ?
- Waarom ? : Pourquoi
- Waar ? : Où ?
- Wanneer ? : Quand ?
- Hoeveel ? : Combien de ?
- Hoe oud ? : Quel âge ?
- Hoe laat ? : À quelle heure ?
- Hoe + adj ? : (à) Quel(le) +adj ?

### Pronom relatif
On distingue plusieurs situations selon la fonction du pronom.

#### Sujet ou complément d'objet direct
Règle générale die, sauf lorsque l'antécédent est neutre (het-woorden)  singulier dat.
- De auto die snel rijdt = la voiture qui roule vite
- De auto die je gekocht hebt = la voiture que tu as achetée
- Het boek dat op de tafel ligt = le livre qui se trouve sur la table
- Het boek dat je leest = le livre que tu lis

#### Complément employé avec unepréposition
a) L'antécédent désigne une personne : préposition + wie
- De leraar aan wie ik mijn werk moet geven = le professeur à qui je dois donner mon travail
- Mensen met wie ik vaak praat = Des gens avec lesquels je parle souvent

b) L'antécédent désigne une chose:  mot composé de waar + préposition
- Het boekje waarin ik alles noteer = le petit livre dans lequel je note tout
- De merken waarmee we vaak werken = les marques avec lesquelles nous travaillons souvent

Attention : ces mots peuvent se diviser.
- De merken waar we vaak mee werken

## L'adjectif

### Accord
1. Het kind is klein.
2. Het kleine kind.
3. Dat is een klein kind. / Dat is geen klein kind. / Hij drinkt koel water.

Un adjectif peut se présenter sous deux formes :
- Attribut : il suit le verbe. C’est le cas de l’exemple 1.
- Épithète : il se trouve devant le mot qu’il qualifie. C’est le cas des exemples 2 et 3.

Si l’adjectif est attribut, il reste invariable :
Exemples : Hij is mooi. - Mijn fiets is blauw. - Je hond is klein. - Mijn broek is nat. - De auto is groot. 
Tous les adjectifs ici sont des attributs et restent donc invariables. Si l’adjectif est épithète (s'il est devant le mot qu’il qualifie), on ajoute un -e à l’adjectif : Hij is een mooie jongen. - Dat is een blauwe fiets. - Een kleine hond.
Cas particulier : quand les trois conditions suivantes sont réunies l'adjectif reste invariable :
- Le nom est neutre ;
- Le nom est au singulier ;
- Le nom est indéfini (précédé de een, geen ou Ø).

Un moyen mnémotechnique de retenir ses trois conditions est le mot Sib (Singulier, Neutre, Indéfini).
Het huis : Ik woon in een mooi huis.
Pas de -e car les trois conditions sont réunies : 1° het huis (le nom est au singulier) 2° le nom est indéfini (sans article) :
Het water : Hij drinkt Ø koel water 
Pas de -e car les trois conditions sont réunies : 1° het water (le nom est au singulier) 2° le nom est indéfini (déterminant een) :
Het meisje : Ik speel met twee jonge meisjes 
Il faut un -e ici car les trois conditions ne sont pas réunies :1° le nom est au pluriel (meisjes) 2° il y a un déterminant défini, twee :
De auto : Jan heeft een nieuwe auto. 
Il faut un -e ici car les trois conditions ne sont pas réunies : 1° de auto (le nom est au singulier) 2° le nom est indéfini (déterminant een) :
Remarques :
- On forme la majorité des adjectifs de matière en ajoutant -en aux noms désignant des matières. Ces adjectifs restent invariables.
Een gouden ring. = « Une bague en or. » / Gouden ringen. = « Des bagues en or. »
Een zilveren vork. = « Une fourchette en argent. »

- Il faut tenir compte des règles d’orthographe.
Rood : Een rode fiets.
Wit : Een witte broek.

### Le comparatif
Le néerlandais possède un double système de gradation pour la supériorité : on utilise le suffixe -er pour le comparatif : jong « jeune » ~ jonger « plus jeune », mooi « joli » ~ mooier « plus joli ». Le terme de comparaison est introduit par dan (than en anglais) : ouder dan haar leraar « plus vieille que son professeur ». Dans d'autres cas, on peut également utiliser meer « plus » (more en anglais, mehr en allemand), principalement avec les adjectifs d'origine étrangère:  interessant « intéressant » ~ meer interessant « plus intéressant ».
Il existe là aussi un certain nombre de formes irrégulières :
| Sens du positif | bon/bien | peu    | beaucoup | nombreux | volontiers |
| Positif         | goed/wel | weinig | veel     | menige   | graag      |
| Comparatif      | beter    | minder | meer     | meer     | liever     |
| Superlatif      | best     | minst  | meest    | meest    | liefst     |

Le comparatif d'infériorité n’emploie que la périphrase, construite de la même manière que pour la supériorité mais avec l'adverbe minder « moins » pour le comparatif (minder hoog « moins haut que », minder nieuw « moins récent que »). L'égalité s'exprime par la corrélation zo... als... (zo hoog als een ander « aussi grand qu'un autre »).
Dans quelques rares cas, enfin, on peut remplacer dan par als, surtout dans la langue parlée.

### Le superlatif
Le superlatif est l'adjectif avec le suffixe -st par exemple : Het huis van Emiek is het mooist.

## Le verbe

### L'actif

#### O.T.T.
L'O.T.T. (Onvoltooid Tegenwoordige Tijd) correspond en français à l'indicatif présent.
ex. ik werk - je travaille

#### O.V.T.
L'O.V.T. (Onvoltooid Verleden Tijd) correspond en français à l'indicatif imparfait.
ex. ik werkte - je travaillais

#### O.Tk.T.
L'O.Tk.T. (Onvoltooid Toekomende Tijd) correspond en français à l'indicatif futur simple.
ex. ik zal werken - je travaillerai

#### O.V.Tk.T.
L'O.V.Tk.T. (Onvoltooid Verleden Toekomende Tijd) correspond en français au conditionnel présent.
ex. ik zou werken - je travaillerais

#### V.T.T.
Le V.T.T. (Voltooid Tegenwoordige Tijd) correspond en français à l'indicatif passé composé. Formation: S+Hebben ou Zijn+C+P.P
ex. ik heb gewerkt - j'ai travaillé

#### V.V.T.
Le V.V.T. (Voltooid Verleden Tijd) correspond en français à l'indicatif plus-que-parfait.
ex. ik had gewerkt - j'avais travaillé

#### V.Tk.T.
Le V.Tk.T. (Voltooid Toekomende Tijd) correspond en français à l'indicatif futur antérieur.
ex. ik zal gewerkt hebben - j'aurai travaillé

#### V.V.Tk.T.
Le V.V.Tk.T. (Voltooid Verleden Toekomende Tijd) correspond en français au conditionnel passé.
ex. ik zou gewerkt hebben - j'aurais travaillé

### Le passif
En néerlandais, le passif est très souvent utilisé.
→ In het Nederlands, wordt het passief veel gebruikt.

#### Le passif se forme avec l'auxiliairewordenouzijn+ un participe passé

##### Le passif avecworden
ex. De auto wordt versleept. La voiture est dépannée.
De auto zal versleept worden. La voiture sera dépannée.
De auto zou versleept worden. La voiture serait dépannée.

##### Le passif aveczijn
ex. De auto is versleept. La voiture a été dépannée.
De auto zal versleept zijn. La voiture aura été dépannée.
De auto zou versleept zijn. La voiture aurait été dépannée.

#### Quand le verbe est au passif, le complément d'agent sera introduit par le motdoor.
Exemple : Hij wordt door zijn vrienden geholpen. / Hij is door zijn ma en pa geholpen (om de auto de te verslepen).

### Zijnethebben
Le verbe zijn correspond en français au verbe « être ». Le verbe hebben correspond en français au verbe « avoir ».

## L'adverbe

### L'adverbe du temps
| temps   | adverbe |
| ------- | ------- |
| passé   | toen    |
| présent | nu      |
| futur   | dan     |

### L'adverbe locatif
Il est utile de comparer ces adverbes avec les pronoms :
| type            | pronom | locatif | français     |
| --------------- | ------ | ------- | ------------ |
| personnel       | het    | er      | y, en        |
| démonst. proche | dit    | hier    | ici          |
| démonst. loin   | dat    | daar    | là           |
| interrog.       | wat?   | waar?   | où ?         |
| indéterm.       | iets   | ergens  | quelque part |
| négatif         | niets  | nergens | nulle part   |
| général         | alles  | overal  | partout      |

### L'adverbe pronominal
Souvent la combinaison préposition + pronom est remplacée par un adverbe pronominal. On remplace le pronom par un adverbe locatif correspondant et la préposition par sa forme adverbiale (l'adverbe prépositional) :
- van + dit  ➪  hiervan
- in + wat?  ➪  waarin?

Pour quelques prépositions la forme adverbiale est différente de la préposition elle-même :
- met + het  ➪ ermee

Il y a aussi des adverbes prépositionaux qui manquent une préposition correspondante :
- er'af', er'heen'

Quelques prépositions manquent une forme adverbiale, comme via, tijdens.

#### Les adverbes pronominaux personnels
Ils se composent de er + préposition. S’il y a un ou plusieurs autres complément, les adverbes pronominaux se scindent de la façon suivante : « er » se place en général après le verbe conjugué et la préposition en fin de phrase.
ex. : Het boek ligt op zijn bureau ➪ Het boek ligt erop
Le remplacement est obligatoire dans ce cas. La combinaison préposition+ pronom: *op + het n'existe pas.
Malgré tout, les éléments généralement placés en fin de phrase garde cette place :
➪ er + compléments + infinitif(1)/particule séparable(2)/participe passé(3)
ex. :
1. Hij moest over die zaak met zij vrouw spreken ➪ Hij moest er met zijn vrouw over spreken.
2. Hij kwam met die boeken naar huis terug ➪  Hij kwam er naar huis mee terug.
3. Ik heb al op zijn vraag geantwoord ➪ Ik heb er al op geantwoord.

Le « er » se place :
- après le verbe conjugué dans une phrase générale
- après le sujet lorsqu'il y a inversion

ex. : 
Gisteren lag zijn broek nog op de stoel ➪ Gisteren lag zijn broek er nog op.
Lors de la transformation en adverbe, certaines prépositions changent de forme :
- met ➪ er+mee
- tot ➪ er+toe
- naar (direction)➪ er+naartoe
- van (mouvement descendant) ➪ er+af
- van et uit (provenance)➪ er+vandaan

Lorsque l’adverbe doit remplacer une préposition + une personne, on écrit cette même préposition + le pronom adéquat.
ex. :
Vader wacht altijd op moeder ➪ Vader wacht altijd op haar.

#### Les adverbes pronominaux démonstratifs
Ils sont la forme accentuée de l'adverbe pronominal personnel, peuvent également se scinder et se placent souvent en début de phrase simple.
Ils se composent de « hier » ou « daar » + préposition.
ex. : 
1. Ze doet het vlees in dit papier
Hierin doet ze het vlees
Hier doet ze het vlees in
Ze doet het vlees hierin

#### Les adverbes pronominaux interrogatifs
Ils se composent de « waar »+préposition qui remplace la construction préposition+« wat ». Ils peuvent également se scinder et l'adverbe prépositional se place alors en fin de phrase.
- hij lacht erom
- hij lacht er hartelijk om

Les éléments qui se placent habituellement en fin de phrase garde cette place :
➪ Waar + préposition (ou après les compl.) + V + S + Compl. + Infinitif(1)/Particule sépérable(2)/ Participe passé(3)
ex. : 
1. Waarop kan hij niet antwoorden? ➪ Waar kan hij niet op antwoorden?
2. Waarin heeft ze geld gestopt? ➪ Waar heeft ze geld in gestopt?
3. Waarmee komt hij vandaag terug? ➪ Waar komt hij vandaag mee terug?

Le mot waarom? (pourquoi ?) ne se scinde pas souvent.
Lorsqu’il s’agit de personnes la formation est la suivante : Préposition + Wie
ex. : Op wie wacht vader al lang?

#### Les adverbes pronominaux relatifs
Ils se composent aussi de « waar » + préposition et peuvent également se scinder. Ils s’emploient lorsque l’antécédent est une chose ou un animal.
ex. : Het huis, waaraan we dachten, was al verkocht.
Pour une personne, on emploie encore la formation préposition + « wie »
ex. : De kinderen, op wie de leraar wacht, zijn vrolijk.
Dans ce cas, le remplacement pronominal est considéré comme un peu familier, surtout à l'écrit, mais on l'entend cependant de plus en plus.
Quelques prépositions qui manquent un adverbe doivent utiliser un pronom relatif :
- Dit was de les tijdens dewelke ik ziek werd

De telles constructions sont à éviter car les pronoms comme dewelke (lequel) sont archaïques.

#### Les adverbes pronominaux indéfinis, négatifs, généraux
Les pronoms iets, niets, alles se remplacent par ergens, nergens et overal mais les expressions adverbiales formées sont toujours écrites scindées :
- hij zit aan alles  ➪ hij zit overal aan  (il touche tout) (zall spellen s'emploie avec un Y)
- Ik heb een probleem met iets. ➪ Ik heb ergens een probleem mee.

## Syntaxe de la phrase néerlandaise

### Infinitif direct (sans TE) - infinitif direct (avec TE)
L'infinitif est rejeté en fin de phrase car il s'agit d'une phrase subordonnée : Ik heb beslist te studeren. = « J'ai décidé d'étudier. »
Il y a toujours te avec le verbe wensen
Exemples : Ik heb besloten met mijn vrienden naar Amerika te gaan.
On emploie te :
- Après certains verbes : schijnen, blijken, lijken, denken, wensen, hopen, verlangen, hoeven, proberen, beginnen, tous les verbes de position aux temps simples : staan, zitten, liggen, etc.
- Après certaines prépositions : zonder ... te (= sans) , alvorens... te (=avant de), om... te (=pour), in plaats van... te (=au lieu de), na... te (après)

On n'utilise pas te avec les verbes suivants : 
- auxiliaires de mode : zullen, mogen, willen, moeten, kunnen ;
- verbes de perception : horen, voelen, zien ;
- gaan, komen, blijven, laten ;
- helpen, leren, doen, vinden.

### La négation
Geen ou Niet
On emploie geen « aucun, pas de… » pour signifier l'absence de quelque chose :
Ik heb een auto. = « J'ai une auto. » / Ik heb geen auto. = « Je n'ai pas d'auto. »
À relier au partitif dans les négations en français « pas de… ».
On dira « geen… » au lieu de « niet een… », geen se place donc à la place de een → Ik heb een huis gekocht « J'ai acheté une maison » devient ik heb geen huis gekocht « Je n'ai pas acheté de maison ».
Dans les autres cas, on utilise niet pour exprimer la négation, comme dans :
- Ik heb het huis gekocht. = « J'ai acheté la maison »
- Ik heb het huis niet gekocht. « Je n'ai pas acheté la maison (en question) »